# Reticle endoplasmàtic rugós
El reticle endoplasmàtic rugós, ergastoplasma o RER és un tipus de reticle endoplasmàtic format per sistemes de túbuls aplanats i ribosomes adherits a la membrana cel·lular cosa que li dona un aspecte granular.
La unió entre els ribosomes i la membrana plasmàtica de l'orgànul es produeix gràcies a una proteïna anomenada riboforina.
La funció del reticle endoplasmàtic rugós és la síntesi i el transport de proteïnes. A més a més, també es troba present en la glicosilació: la formació de glicoproteïnes (glúcid + proteïna).
Aquest reticle augmenta la superfície interna de la cèl·lula cosa que amplia el camp d'activitat dels enzims, facilitant les reaccions químiques necessàries al metabolisme cel·lular, síntesi de proteïnes,(la seva principal funció) i l'emmagatzemament.
Gràcies als ribosomes adherits a les seves membranes actua en la producció de certes proteïnes cel·lulars, com el col·lagen que és una proteïna produïda pel reticle endoplasmàtic rugós del fibroblast.